# Citadelle de Langres
La citadelle de Langres est un ouvrage militaire bâti au XIXe siècle.

## Histoire
La citadelle est construite sous la conduite du commandant Chauchard, chef du Génie de Langres, entre 1841 et 1848. Le projet initial date du 17 février 1841. Le Comité des Fortifications arrête un nouveau plan en mai 1842. Les courtines de jonction entre la citadelle et l'enceinte urbaine sont construites entre 1850 et 1856.